# Ema, costurera
Ema, costurera es el decimoquinto capítulo de la segunda temporada de la serie de televisión Argentina Mujeres asesinas. Este episodio se estrenó el día 18 de julio de 2006.
Este episodio fue protagonizado por Leonor Manso, en el papel de asesina. Coprotagonizado por Enrique Pinti y Enrique Liporace. También, contó con la actuación especial de Alejandro Awada.

## Desarrollo

### Argumento
Ema (Leonor Manso) y Mario (Enrique Pinti) nunca fueron el matrimonio ideal, pero a partir del robo que sufren en el taller de su casa (y en el que Mario queda postrado en una silla de ruedas como consecuencia de un disparo), la relación empeora aún más. Ema es el sostén económico de la casa. Hace un esfuerzo constante para ayudar a su marido en todas sus necesidades, pero desde el incidente él aumenta su carácter autoritario. El clima se hace asfixiante. Cierto día, Ema encuentra a Mario jugando y siendo seducido por su terapeuta Nancy. Ema la corre a gritos y desesperada por la situación que vive toma un bidón de kerosene, va hacía la habitación y rocía a su concubino con el líquido, toma un zippo y sin dudarlo quema a Mario.

### Condena
Por consejo de los abogados, Ema intento demostrar que su concubino murió carbonizado en un accidente doméstico con la estufa de querosén, en el que además se incendió la mitad de su casa. Los peritos rechazaron esa versión. Ema fue condenada a 9 años de prisión agravado por el vínculo. Salió en libertad 7 años después.

## Elenco
- Leonor Manso
- Enrique Pinti
- Enrique Liporace
- Vera Carnevale
- Vera Czemerinski
- Juan Minujín
- Alejandro Awada
- Ariel Staltari
- Marcelo Zamora

## Adaptaciones
- Mujeres asesinas (México): Emma, costurera - Verónica Castro[2]
- Mujeres asesinas (República Dominicana): Emma, costurera - Ivonne Beras